# Збаразька центральна районна бібліотека

## Історія бібліотеки
Перша районна бібліотека в м. Збаражі була створена у 1945 році. Для неї було виділено дві кімнати у Будинку культури. Підпорядковувалась вона відділу народної освіти. Вперше Збаразька районна бібліотека відкрила свої двері для читачів 27 жовтня 1945 року. Завідувачем було призначено Ярослава Романовича Штойка. Бібліотекарем працювала Н. В. Барчук. Книжковий фонд створювався з допомогою місцевого населення, яке дарувало бібліотеці свої книги. Значну допомогу надавала обласна бібліотека.
В грудні 1945 року було відкрито Збаразьку районну бібліотеку для дітей.
Районні бібліотеки в свою чергу допомагали сільським бібліотечним працівникам.
В 1955 році в районній бібліотеці було 1490 читачів та 14210 примірників літератури.
В 1975 році – 3400 читачів мають можливість користуватися фондом у 39000 примірників. На той час завідувачкою районної бібліотеки була Олена Іллінічна Журавська.
1 грудня 1980 року на Збаражчині створено централізовану бібліотечну систему, яка об’єднала 65 бібліотек. Функціонує ЦБС на основі загального фонду штату, централізованого комплектування і обробки літератури, централізованої інформаційно-пошукової служби.
Вагомий внесок у розвиток бібліотеки зробила директор Журавська Олена Іллінічна, яка присвятила роботі понад сорок років свого життя, вміння і таланту.
В 1985 році Збаразьку ЦБС очолює Муяссарова Неоніла Василівна, яка понад 13 років віддала бібліотеці свої здібності і приклала багато зусиль для успішності  бібліотек району. На базі бібліотеки проводились науково-приктичні семінари-практикуми. Районна бібліотека, бібліотечна система в цілому та її директор неодноразово нагороджувались грамотами Міністерства культури, обласного управління культури. Бібліотека мала власний «бібліобус», який обслуговував нестаціонарні пункти видачі літератури в селах районах.
З початком Горбачовської перебудови, активізувалась масова робота бібліотек по відродженню національної свідомості та духовності народу. Почалася популяризація літератури письменників, імена яких раніше були під забороною.
З 1998 року бібліотеку очолює Бойко Оксана Василівна, яка прикладає багато зусиль для створення позитивного іміджу бібліотечної галузі району.
У 2010 році центральна бібліотека бере участь у конкурсі «Організація нових бібліотечних послуг з використанням вільного доступу до інтернету» програми «БІБЛІОМІСТ» (фонд Біла та Мелінди Гейтс). Завдяки перемозі у конкурсі, Збаразька ЦБС отримала 15 комп’ютерів з програмним забезпеченням, 4 сканери, 4 принтери, вебкамери, та все, що необхідно для діяльності Інтернет-центрів в районній бібліотеці та у сільських бібліотеках-філіях сіл Чернихівці, Тарасівка і Залужжя.
6 жовтня в Збаразькій районній бібліотеці відбулося урочисте відкриття нових бібліотечних послуг «Бібліо-Інтернет» в рамках програми «Бібліоміст». В читальному залі центральної бібліотеки створено Інтернет-центр з 5-ма оснащеними комп’ютерами, де користувачі безкоштовно можуть користуватися Інтернет-послугами.
Оснащення бібліотеки комп’ютерами піднесло рівень роботи та покращило якість обслуговування.

## Інформаційні ресурси
- Бібліотечний фонд ЦРБ – 34657
- Бібліотечний фонд ЦБС – 448733

## Довідково-бібліографічний апарат
Довідково-бібліографічний апарат бібліотеки:
- алфавітний каталог книг,
- систематичний каталог книг,
- краєзнавча картотека статей,
- систематична картотека статей,
- картотека назв художніх творів,
- алфавітно-предметний покажчик.

## Інтернет-центр
Збаразька ЦБС виграла грант від програми «БІБЛІОМІСТ» (Фонду Біла та Мелінди Гейтс). 6 жовтня 2010 року в Збаразькій районній бібліотеці та бібліотечних – філіях Чернихівці, Тарасівка та Залужжя відбулося урочисте відкриття нових бібліотечних послуг "Бібліо-Інтернет" в рамках програми «БІБЛІОМІСТ».
Завдяки перемозі у конкурсі, Збаразька ЦБС отримала 15 комп’ютерів  з програмним забезпеченням, 4 сканери, 4 принтери, вебкамери та все, що необхідно для діяльності Інтернет-центру.
Інтернет-центр створено з метою надання кожному користувачеві бібліотеки можливості  доступу до світових інформаційних ресурсів через комп’ютерну мережу Інтернет.
Кожен користувач бібліотеки, незалежно від місця проживання, освіти, соціального стану, політичних переконань, віросповідання, має право на отримання інформації в Інтернет-центрі бібліотеки. Перед початком роботи необхідно зареєструватися і отримати дозвіл на роботу у бібліотекаря чи системного адміністратора центру. Всі користувачі вищевказаних бібліотек мають можливість користуватися Інтернетом безкоштовно.
Інтернет–центр ефективно використовує технології та інтернет-ресурси, що сприяє покращенню роботи бібліотек та значно підвищує їх імідж.  
Користувач має право:
використовувати Інтернет для доступу до інформаційних ресурсів;
- роздруковувати документи згідно тарифів, затверджених бібліотекою (роздрук документів за 1 сторінку становить – 0,50 грн.);
- одержати попередню індивідуальну або колективну консультацію з користування мережею Інтернет;
- безкоштовно копіювати інформацію, знайдену в мережі Інтернет на різні носії інформації, які перед цим перевірені антивірусною програмою системним адміністратором бібліотеки чи бібліотекарями;
- користуватися Інтернетом протягом однієї години (у випадку, коли є черга до комп’ютерів).

## Наша адреса
- адреса: 47302, Тернопільська область, м. Збараж, вул.  Незалежності, 8
- сайт: http://zbarazh-library.com.ua/ [Архівовано 11 серпня 2014 у Wayback Machine.]
- сторінки у соц. мережах: https://www.facebook.com/zbarazka.cbs/